# Bellamy Brothers
I Bellamy Brothers sono un gruppo country statunitense originario della Florida e composto dai fratelli David Milton Bellamy e Homer Howard Bellamy. Il duo ha avuto successo soprattutto negli anni '70 e '80. Il loro brano più celebre è Let Your Love Flow, datato 1976.

## Discografia

### Album in studio
- 1976 - Let Your Love Flow
- 1977 - Plain & Fancy
- 1978 - Beautiful Friends
- 1979 - The Two and Only
- 1980 - You Can Get Crazy
- 1980 - Sons of the Sun
- 1982 - When We Were Boys
- 1982 - Strong Weakness
- 1984 - Restless
- 1985 - Howard and David
- 1986 - Country Rap
- 1987 - Crazy from the Heart
- 1988 - Rebels Without a Clue
- 1990 - Reality Check
- 1991 - Rollin' Thunder
- 1991 - Neon Cowboy
- 1992 - Beggars and Heroes
- 1994 - Nobody's Perfeect
- 1994 - Rip Off the Knob
- 1994 - Take Me Home
- 1995 - Sons of Beaches
- 1996 - Tropical Christmas
- 1996 - Dancin'
- 1997 - Over the Line
- 1998 - Reggae Cowboys
- 1999 - Live at Gilley's
- 1999 - Lonely Planet
- 2002 - Reason for the Season
- 2007 - Jesus Is Coming
- 2010 - The Greatest Hits Sessions (feat. Gölä)
- 2012 - Simply the Best (feat. DJ Ötzi)
- 2012 - Pray for Me